# 2 Batalion Sanitarny
2 Batalion Sanitarny (2 bsan.) – pododdział służby zdrowia Wojska Polskiego.

## Historia batalionu
2 Batalion Sanitarny został sformowany w 1922 roku, w Lublinie, na bazie zlikwidowanej Kadry Kompanii Zapasowej Sanitarnej Nr II. Pododdział był okręgową instytucją służby zdrowia podległą bezpośrednio szefowi sanitarnemu Dowództwa Okręgu Korpusu Nr II oraz jednostką ewidencyjną dla wszystkich oficerów i szeregowych pełniących służbę w formacjach sanitarnych i liniowych OK II, w tym w 2 Szpitalu Okręgowym w Chełmie oraz w szpitalach rejonowych w Równem, Włodzimierzu i Zamościu. Ponadto batalion wypełniał funkcje szkoleniowe oraz mobilizacyjne.
W 1926 roku jednostka została skadrowana i przemianowana na Kadrę 2 Batalionu Sanitarnego. W 1928 roku w Kadrze 2 bsan. służbę pełniło tylko dwóch oficerów administracyjnych: kpt. Józef Szaflarski (komendant) i por. Wacław Kołodziejczak (oficer ewidencji materiałowej).
Z dniem 1 lipca 1931 roku minister spraw wojskowych wcielił Kadrę 2 Batalionu Sanitarnego, bez zmiany nazwy i zadań, do Filii 2 Szpitala Okręgowego w Lublinie i jednocześnie zwiększył skład osobowy szpitala o skład osobowy kadry. 

## Organizacja batalionu
W skład batalionu wchodziła:
- drużyna dowódcy batalionu,
- trzy kompanie sanitarne,
- kadra batalionu zapasowego,
- warsztat sanitarno-techniczny.

Każda z kompanii sanitarnych składała się z drużyny dowódcy i czterech plutonów. Pluton liczył dwie drużyny po dwie sekcje sanitarne. Dwa plutony z każdej kompanii były wydzielone do służby w szpitalu okręgowym i w szpitalach rejonowych. Szpital okręgowy dysponował trzema plutonami, a każdy z trzech szpitali rejonowych – jednym plutonem obsługi sanitarnej.

## Żołnierze
Dowódcy kompanii, batalionu i komendanci kadry
- ppłk lek. Mikołaj Kwaśniewski (od XII 1921[8])
- ppłk lek. Otton Samójłowicz-Salamonowicz (do 31 XII 1922 → rezerwa[9][10])
- kpt. / mjr lek. Włodzimierz Wachnowski (V 1924[11] – VI 1926 → dowódca 3 bsan[12])
- kpt. adm. san. Józef Szaflarski (VI 1926[13] – XI 1928 → PKU Lublin[2][14])
- por. adm. san. Stanisław I Kurowski (p.o. 1928[15] – 30 IX 1929 → stan spoczynku[16])
- kpt. / mjr adm. san. Michał Dzikiewicz (VIII 1929[17] – 1931 → kwatermistrz 2 Szpitala Okręgowego[18])

Zastępcy dowódcy batalionu
- kpt. / mjr lek. Włodzimierz Wachnowski (do V 1924 → dowódca baonu[19][20])